# Traffico di diamanti
Traffico di diamanti (Money Talks) è un film statunitense del 1997 diretto da Brett Ratner.

## Trama
Franklin Maurice Hatchett è un imbroglione di autolavaggi e scalper di biglietteria che parla in fretta e che deve soldi a un mafioso locale di nome Carmine. La polizia è informata dei suoi crimini da un giornalista investigativo di nome James Russell dopo che Hatchett ha involontariamente ostacolato i tentativi di Russell di fargli confessare i suoi crimini sulla telecamera, e viene arrestato. Quando viene posto su un'unità di trasporto in prigione, viene ammanettato a un criminale francese di nome Raymond Villard. L'unità di trasporto viene attaccata su un ponte con mercenari che uccidono tutti i poliziotti e i prigionieri tranne Franklin e Villard; i mercenari sono gli uomini di Villard. Poiché è ammanettato a Franklin, decide di portarlo con sé e scappano su un elicottero con un altro criminale francese di nome Dubray. Mentre si trova sull'elicottero, Franklin ascolta i due mentre discutono della posizione di un deposito di diamanti rubati. Franklin quindi salta fuori dall'elicottero dopo aver realizzato che Villard e Dubray hanno intenzione di ucciderlo. Franklin è riconosciuto dagli agenti di polizia ma è in grado di eluderli e decide di chiamare Russell dopo aver visto la sua faccia in una pubblicità.
Russell è appena stato licenziato dal suo lavoro al Channel 12 News dopo aver litigato con il suo manager, ma convince Franklin a nascondersi con lui perché la prossima settimana è Sweeps Week. Organizza il suo lavoro con un'intervista esclusiva a Franklin. Insieme partecipano alla cena di prove di matrimonio di Russell, dove Franklin incontra la fidanzata di Russell, Grace e si ingrata con il padre di Grace fingendo di essere il figlio di Vic Damone. Nel frattempo, due investigatori della polizia interrogano la fidanzata di Franklin, Paula e tiene sotto controllo il suo telefono. Dopo aver chiamato Paula, Franklin cerca di andarsene ma si rende conto che la polizia lo sta cercando e convince Russell ad aiutarlo. I due si scatenano in tutta la città per trovare indizi per cancellare il nome di Franklin, incluso chiamare una minaccia di bomba in una discoteca europea, essere colpiti dalla polizia quando visitano Paula ed essere inseguiti da Villard e Dubray, che uccidono un negoziante nella processo, che alla fine coinvolge il nome di Russell e si diffonde in tutte le notizie. I due visitano l'amico d'infanzia di Franklin Aaron, un trafficante d'armi locale, che dà loro pistole e promette di aiutare se si mettono nei guai. La mattina seguente, Franklin convince il padre di Grace a portarlo all'esposizione automobilistica dove gli europei hanno nascosto i diamanti (in una Jaguar XK140). Il padre di Franklin e Grace entrano in una guerra di offerte con Villard e Dubray sull'auto con i diamanti all'interno, che si conclude con Dubray che insegue caotico Franklin attraverso la città mentre Villard rapisce Russell.
Villard chiama quindi Franklin usando il telefono di Russell e chiede la restituzione dei suoi diamanti. Rendendosi conto che non ha alcuna possibilità da solo, Franklin chiama i detective della polizia, Carmine, i mercenari francesi e Aaron, dicendo loro di incontrarlo al Memorial Coliseum di Los Angeles. È stato rivelato che uno dei detective è un poliziotto corrotto che lavora per Villard. Ne consegue una massiccia sparatoria in cui entrambi gli investigatori della polizia, Carmine e il suo equipaggio vengono tutti spazzati via. Aaron si presenta con un scagnozzo, un fucile d'assalto e un gioco di ruolo, e procede a spazzare via la maggior parte degli uomini di Villard, incluso Dubray. Nel frattempo, Russell riesce a scappare dagli uomini di Villard, dopo aver piazzato diverse granate non bloccate sotto il suo elicottero, pronto a far esplodere se tenta di decollare. Si riunisce quindi con Franklin, salvandolo dal colpo di Villard. Tuttavia, quando viene messo di nuovo alle strette, Franklin si rende conto che non vale la pena morire per i diamanti e li lancia agli uomini rimasti di Villard, che lasciano cadere le armi e iniziano a prenderne il maggior numero possibile. La polizia arriva nel frattempo. Villard tenta di scappare in elicottero e le granate esplodono, uccidendolo. Alla fine sia Franklin che Russell vengono eliminati e bollati come eroi. Franklin salva una quantità sconosciuta di diamanti e ne mette uno su una fede che dà a Russell, che sposa Grace con Franklin come il suo uomo migliore.